# قلعه آلیه
قلعهٔ آلیه (انگلیسی: Agliè Castle) قلعه‌ای در کومونه آلیه واقع در ناحیهٔ پیه‌مونته ایتالیاست. این قلعه از سال ۱۹۹۷ به‌عنوان اقامتگاه خاندان سلطنتی ساووی جزء میراث جهانی یونسکو است.
در سال ۱۹۴۳، این قلعه به عنوان مکانی برای نگهداری آثار هنری و آثار باستانی از موزه‌ها، گالری‌ها و کلیساهای تورین انتخاب شد تا از آسیب یا گم شدن آنها در طول جنگ جهانی دوم جلوگیری شود.